# Condado de la Torre de Cossío
El condado de la Torre de Cossío es un título nobiliario español creado por Real Despacho el 21 de diciembre de 1773 por el rey Carlos III, a favor de Juan Manuel González de Cossío y de la Herrán, coronel de los Reales Ejércitos, caballero de la Orden de Calatrava, cónsul de la Ciudad de México, coronel del Regimiento Provincial de Toluca (México), señor de la Torre de Cossío en el municipio de Rionansa (Cantabria), (España)

## Condes de la Torre de Cossío
|                                 | Titular                                       | Periodo                 |
| Creación por Carlos III         | Creación por Carlos III                       | Creación por Carlos III |
| ------------------------------- | --------------------------------------------- | ----------------------- |
| I                               | Juan Manuel González de Cossío y de la Herrán | 1773-                   |
| Rehabilitación por Alfonso XIII |                                               |                         |
| IV                              | Francisco Javier Castillo y Salazar           | 1920-                   |
| V                               | Ignacio María Castillo y Allende              | 1967-2020               |
| VI                              | María Castillo y Lojendio                     | 2022-actual titular     |

## Historia de los condes de Cossío

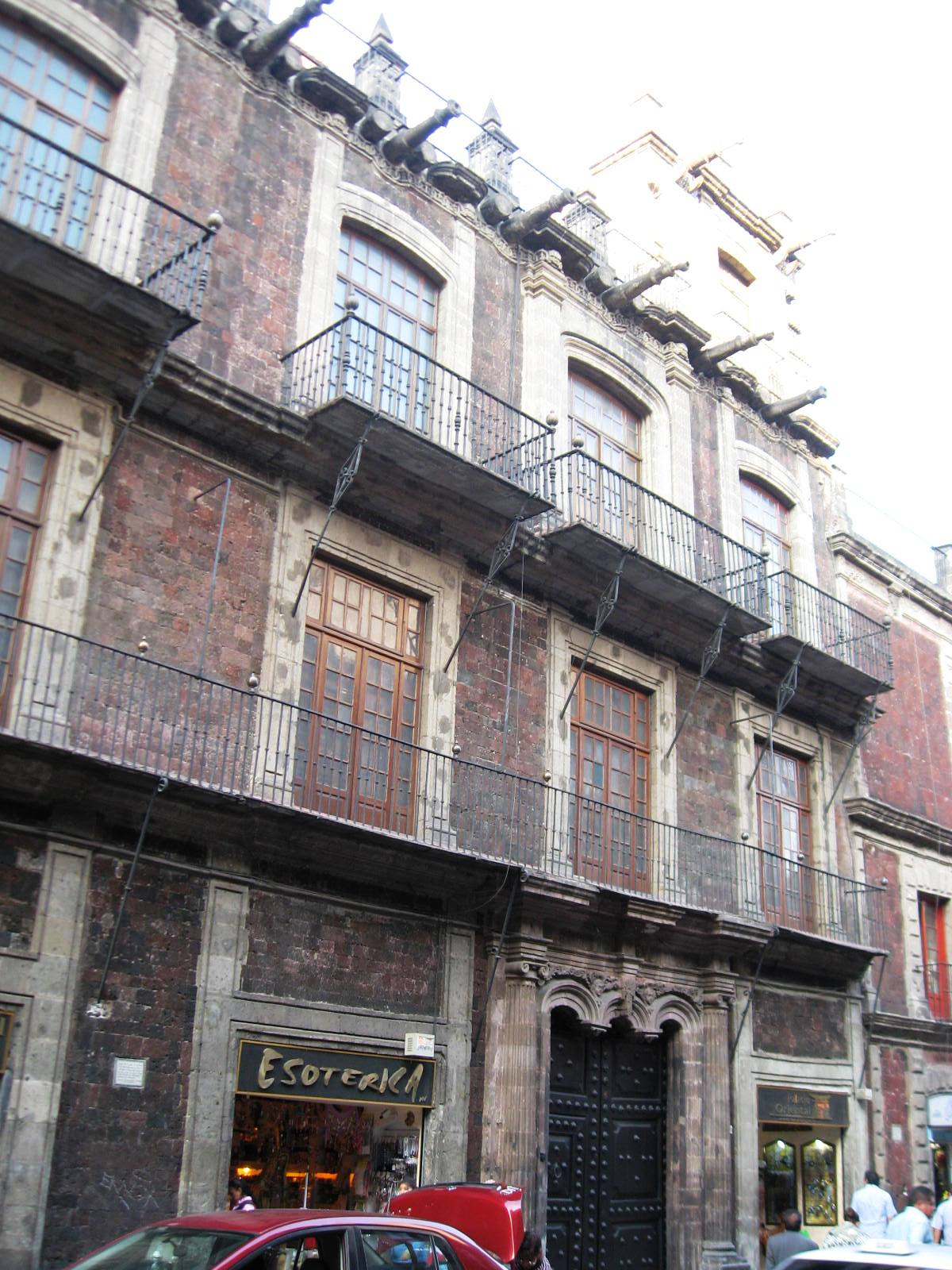
Casa palacio de los condes de la Torre de Cossío en la Ciudad de México.

- Juan Manuel González de Cossío y de la Herrán, I conde de la Torre de Cossío. En 6 de diciembre de 1920 por rehabilitación sucedió:[1]

Rehabilitado en 1920 por:
- Francisco Javier Castillo y Salazar, IV conde de la Torre de Cossío y IV conde de Bilbao.

Casó con María de la Purificación Allende y Bofill. Le sucedió su hijo:
- Ignacio María Castillo y Allende (m. Madrid, 30 de marzo de 2020),[2] V conde de la Torre de Cossío y V conde de Bilbao.

Casó con Ana María Lojendio y del Alcázar. Sucedió su hija:
- María Castillo y Lojendio, VI condesa de la Torre de Cossío.[3]